# Mezoregion Centro Ocidental Rio-Grandense

Mezoregion Centro Ocidental Rio-Grandense

Mezoregion Centro Ocidental Rio-Grandense – mezoregion w brazylijskim stanie Rio Grande do Sul, skupia 31 gmin zgrupowanych w trzech mikroregionach. Liczy 25.953,4 km² powierzchni.

## Mikroregiony
- Restinga Seca
- Santa Maria
- Santiago